# Jacobus Henricus van 't Hoff
Jacobus Henricus van 't Hoff (Rotterdam, Països Baixos 30 d'agost de 1852 - Steglitz (Berlín), Alemanya, 1 de març de 1911) fou un químic neerlandès considerat un dels fundadors de l'estereoquímica i de la química física. Establí que els quatre substituents d'un àtom de carboni ocupen els vèrtexs d'un tetraedre, introduint així el concepte d'àtom de carboni asimètric; aquesta disposició permet explicar la Isomeria òptica que presenten alguns compostos orgànics. En l'àmbit de la química física establí les bases de la termodinàmica i la cinètica química. Fou el guanyador del primer Premi Nobel de química, l'any 1901.

## Biografia
Fou el tercer fill, de set germans, del matrimoni entre el metge Jacobus Henricus van’t Hoff i la seva muller Alida Jacoba Kolff, nasqué a Rotterdam el 30 d'agost de 1852. Feu els estudis secundaris en una Hoogere Burgerscholen (HBS) de Rotterdam, un sistema educatiu que s'havia establert a Holanda, feia poc temps, i que posava especial èmfasi en l'ensenyament de les matemàtiques i les ciències. En aquest model s'hi van formar també, Johannes van der Waals, Pieter Zeeman i Kamerling Onnes, tots ells guanyadors de premis Nobel. A pesar d'una forta atracció per la poesia, en particular per Lord Byron (Viq), decidí estudiar ciències. De 1869 a 1871 estudià a l'Escola Politècnica de Delft i, posteriorment, a la Universitat de Leiden on estudià principalment matemàtiques;  l'any 1874 es doctorà en química a la Universitat d'Utrecht, sota la direcció d'Eduard Mulder, amb la tesi “Contribució al coneixement dels àcids cianoacètics i de l'àcid malònic”. Entre els anys 1871 i 1874 treballà amb August Kekulé a Bonn, i amb Adolphe Wurtz a París, on conegué a Joseph Achille Le Bel. Tingué molts problemes per obtenir una plaça docent, després d'ensenyar física a l'escola de veterinària d'Utrecht, l'any 1878, aconseguí una plaça a la Universitat d'Amsterdam, que s'acabava de fundar, i l'any 1896 es desplaçà a la Universitat de Berlin i fou elegit membre de la prestigiosa Acadèmia Prussiana de Ciències. L'any 1901 obtingué el primer Premi Nobel de Química en “reconeixement de les seves extraordinàries contribucions que han portat al descobriment de les lleis de la dinàmica química i de la pressió osmòtica de les solucions”.
L'any 1878 es va casar amb Johanna Francina Mees, i tingueren quatre fills: Johanna Francina, Adelaida Jacoba, Jacobus Henricus i Govert Jacobo. Van’t Hoff morí als 58 anys, de tuberculosi, a Stegliz, a la vora de Berlín, l'1 de març de 1911. Va ser enterrat al cementiri de Dahlem a Berlín. La tomba honorífica de la ciutat de Berlín és al camp 1.
El 1970 un cràter lunar va rebre el seu nom. L'asteroide (34978) van't Hoff també porta el seu nom.

## Recerca científica

### Estereoquímica
Poc abans de presentar la tesi doctoral, el setembre de 1874, publicà un opuscle de 12 pàgines imprès i editat per ell mateix –finançat pel seu pare– que ja contenia els fonaments de l'estereoquímica moderna, conegut col·loquialment com la Voorstel (Proposta). L'any següent n’aparegué una versió francesa amb un títol més curt, i també un opuscle. Val a dir que la Voorstel, no tingué un cert ressò fins que no es publicà la versió alemanya el 1877, i, finalment, l'anglesa el 1891. L'any 1887 en el llibre “Dix annés dans l'histoire d'une theorie” va fer una recopilació de la història de l'estereoquímica i explicava que Le Bel havia arribat a la mateixa idea de manera independent.
Estudiant l'activitat òptica de substàncies conegudes, Van't Hoff observà que totes contenien almenys un àtom de carboni unit a quatre grups diferents, que definí com a carboni asimètric. Si aquesta situació espacial es representava en tres dimensions posant l'àtom de carboni en el centre d'un tetraedre amb els quatre substituents diferents ocupant els quatre vèrtexs, es podien construir dos tetraedres, que resultaven ser imatge especular un de l'altre, explicant així la isomeria òptica. Aquesta interpretació venia fomentada pel fet que quan desapareixia l'àtom de carboni asimètric –a conseqüència de qualsevol reacció– es perdia l'activitat òptica de la substància. De manera independent i simultània Le Bel arribà a les mateixes conclusions a París. De fet, la necessitat de l'existència de dues estructures imatges especulars per explicar la isomeria òptica, ja l'havia avançat Pasteur l'any 1860. La idea de l'àtom de carboni asimètric, explica també l'existència d'altres tipus d'isomeria que no podien interpretar-se per les fórmules estructurals vigents en aquell moment. Van't Hoff demostrà que el nombre d'isòmers òptics possibles d'un compost amb n àtoms de carboni asimètrics és 2n. Descrigué un altre tipus d'isomeria derivada de la naturalesa tetraèdrica dels àtoms de carboni en els compostos amb dobles i triples enllaços C-C. Un compost amb un doble enllaç, R1R₂C=CR₃R₄, es representa per dos tetraedres amb una aresta comuna, com en el cas de l'àcid maleic i l'àcid fumàric, entre d'altres. Assenyalà que quan R1 és diferent de R₂, i R₃ diferent de R₄ existeixen dos isòmers, la denominada isomeria estructural cis-trans.

### Química física
Un cop establert a la Universitat d'Amsterdam, i sembla que influït per les idees positivistes d'Auguste Comte, van’t Hoff dirigí la seva recerca a aconseguir una visió més general i teòrica de la química, el que avui dia s'anomena química física. L'any 1884 publicà un primer llibre “Estudis de dinàmica química”, que contenia moltes de les noves idees sobre la cinètica química i la termodinàmica: teoria de l'equilibri i de l'afinitat, basades en el concepte d'energia lliure. A partir de l'estudi de la velocitat de moltes reaccions orgàniques, classificà les reaccions químiques en funció de l'ordre i la molecularitat i, també, l'efecte de la temperatura en la velocitat de reacció, la coneguda com a equació d'Arrhenius. Interpretà l'equilibri químic com un estat dinàmic en què la velocitat de les reaccions en les dues direccions (endavant i endarrere) era la mateixa, i va introduir la representació de la doble fletxa. Posteriorment, formulà la dependència de la constant d'equilibri amb la temperatura, coneguda com a equació de van’t Hoff, i suggerí el Principi de Le Chatelier. Una altra contribució transcendent fou l'establiment de les bases de la termodinàmica química en expressar les relacions entre l'energia lliure d'una reacció i la seva constant d'equilibri. Totes aquestes idees foren ampliades i expressades d'una manera més clara en el seu reconegut llibre de text. A finals de 1880, es fixà en el fenomen de l'osmosi i descobrí que la pressió osmòtica era directament proporcional a la concentració del solut i inversament al volum, a una temperatura constant, pV = kT. En aplicar les lleis dels gasos – Gay-Lussac, Boyle i Avogadro– a les solucions, trobà que només són vàlides per a solucions ideals, és a dir quan les concentracions són tan diluïdes que es comporten com a gasos ideals, en què les interaccions entre les molècules dissoltes i l'espai ocupat per aquestes molècules comparat amb el volum de la mateixa solució pot negligir-se. D’aquesta analogia entre gasos i solucions diluïdes, van’t Hoff conclogué la fórmula general pV=iRT, on el coeficient i expressa la relació entre l'efecte osmòtic real produït per un electròlit i l'efecte que produiria si es comportés com un no-electròlit; determinà un valor d'i pròxim a 1, per a solucions diluïdes i exactament igual a 1 per als gasos. Trobà que en les solucions diluïdes de clorur de sodi o de nitrat de potassi, el valor d'i estava entre 1,7 i 1,9, provant així  que les lleis de la termodinàmica eren vàlides no només per als gasos sinó també per a les solucions diluïdes, i confirmant la teoria de la dissociació electrolítica d'Arrhenius, que havia establert  que els valor del coeficient i, obtinguts a partir de conductivitats elèctriques, eren el nombre d'ions en què es dissociaven aquests electròlits en dissoldre’s. Aquesta coincidència indicava que la pressió osmòtica només depèn del nombre de molècules de solut i no de la seva naturalesa química, igual que altres propietats col·ligatives com la pressió de vapor i les variacions dels punts de congelació i d'ebullició. Un cop establert a Berlín, inicià una nova línia de recerca sobre l'estudi dels equilibris implicats en els dipòsits de sal marina a Stassfurt. En aquest treball, el problema es va tractar per primera vegada de manera sistemàtica en termes de la regla de les fases de Gibbs. Aquest treball permet considerar van’t Hoff com un dels fundadors de la petrologia. L'any 1887, conjuntament amb Wilhelm Ostwald, començà a publicar la revista Zeitschrift für physicalische Chemie, fet que ha estat considerat com el moment fundacional de la química física com a nova branca de la química.
Altres àrees de treball van ser la termodinàmica, en relació amb la qual van't Hoff va definir l'afinitat el 1884, així com els jaciments de sal oceànica i els jaciments geològics; aquí va establir les bases de l'halokinesi amb Richard Lachmann.

## Reconeixements
A més del Premi Nobel de Química, fou elegit membre de la Reial Acadèmia Holandesa de Ciències (1885), Reial Acadèmia de Göttingen (1892), Chemical Society de Londres (1898), Societat Química Americana (1898), Academie des Sciences (1905), i Kàiser-Wilhelm Gesellschaft (1911). Reconegut com a doctor honoris causa de les universitats de Harvard, Yale (1901), Manchester (1903), Heidelberg (1908); guardonat amb la medalla Davy de la Royal Society (1893), Cavaller de la Legió d'Honor (1894), la medalla Helmholtz de l'Acadèmia Prussiana de Ciències (1911).
L'any 2021, l'asteroide 34978, descobert el 1977, dins del projecte Palomar-Leiden, fou nomenat amb el seu nom. En el seu honor també s'anomenà el cràter Van' t Hoff sobre la superfície de la Lluna.

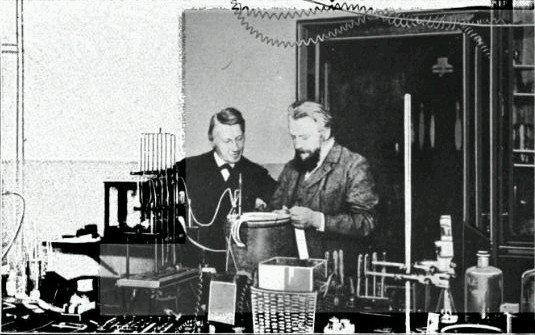
Van't Hoff i Wilhelm Ostwald

## Obres
- La chimie dans l'espace . 1875; Alemany: L'emmagatzematge d'àtoms a l'espai. Braunschweig 1877
- Punts de vista sobre la química orgànica . 3 parts, Brunswick 1878-1881
- Estudis de dinámica química. 1884;
- Lois de l'equilibri chimique dans l'état dilué, gazeux ou dissous . 1885
- Conferències sobre la formació i l'escissió de sals dobles. Leipzig 1897
- Investigacions sobre les condicions de formació dels jaciments de sal oceànica, en particular el jaciment de sal de Stassfurt. Berlín 1897
- Conferències de química teòrica i física. Brunswick 1898-1900
- Les lleis de l'equilibri químic per a l'estat diluït, gasós o dissolt. Engelmann, Leipzig 1900, 2. Edició de 1915 (llei de van 't Hoff)
  - Primer en francès: Une propriété générale de la matière diluée, en Kongl. Svenska vetenskapsakademiens Handlingar, vol 21, núm. 17, 1886 i a Archives Néerlandaises 1885